# Larry Silverstein
Larry A. Silverstein (født 30. maj 1931) er en amerikansk forretningsmand, ejendomsinvestor og udvikler i New York. Han blev født i Brooklyn, og dannede sammen med sin far, firmaet Silverstein Properties.
I 1997 blev han adskilt fra sin partner, Bernard Mendik, og købte en række store kontorbygninger i Midtown og Lower Manhattan i slutningen af 1970'erne. I 1980 modtog han et tilbud om at konstruere World Trade Center tårn nr. 7. 
Larry Silverstein var interesseret i at overtage hele World Trade Center-komplekset, og afgav bud, da havnemyndigheden satte komplekset til leje i 2000. Med sit bud, fik han rettighederne til lejekontrakten, og den 24. juli 2001, skrev han under på kontrakten, kun få uger før tårnenes destruktion den 11. september 2001.